# Animéité
Cette page contient des caractères spéciaux ou non latins. S’ils s’affichent mal (▯, ?, etc.), consultez la page d’aide Unicode.
Pour les articles homonymes, voir Animation.
En linguistique, l'animéité (antonyme : inaniméité) est un trait sémantique et grammatical du nom fondé sur le caractère sensible ou vivant du référent. La terminologie française n'est pas fixée, et l'on rencontre également les termes d'humanitude, d'animation, ou d'animacité (antonyme : inanimacité) — ce dernier formé d'après la dénomination anglaise animacy.
Parmi les langues où l'animéité joue un rôle grammatical important, certaines possèdent un système simple fondé sur une opposition entre animé (personnes, animaux, etc.) et inanimé (plantes, objets, idées abstraites, etc.), tandis que d'autres possèdent une hiérarchie d'animéité qui peut comporter de nombreux niveaux. Dans ces hiérarchies, les pronoms personnels ont généralement l'animéité la plus élevée (parmi eux, la première personne occupe elle-même la position supérieure), suivis des autres êtres humains, des animaux, des plantes, des forces naturelles comme le vent, des objets concrets et des abstractions, dans cet ordre. Toutefois, il est impossible de trop généraliser, car différentes langues peuvent hiérarchiser les concepts par animéité de manières très différentes.
Les effets grammaticaux de l'animéité varient selon les langues ; ils peuvent se faire sentir par exemple dans l'ordre des mots, la déclinaison, l'accord grammatical, la répartition des noms en classes nominales.
L'animéité intervient peu en grammaire française, on y trouve néanmoins quelques oppositions entre animé et inanimé, par exemple dans le contraste entre qui et quoi, entre celui-ci / celle-ci et ceci ou celui-là / celle-là et cela.

## Exemples

### Animéité et déclinaison dans les langues slaves
Dans les langues slaves, l'animéité intervient, à côté du genre et du nombre, dans la sélection de la forme d'accusatif, qui coïncide avec le génitif ou le nominatif selon la situation. Ainsi en russe, l'accusatif des noms masculins animés au singulier et des masculins et féminins animés au pluriel coïncide avec le génitif, tandis que l'accusatif des inanimés correspondants coïncide avec le nominatif.

### Animéité et verbe d'existence en japonais
En japonais, l'animéité n'est pas directement marquée au niveau du nom, mais se manifeste dans le choix du verbe d'existence et de possession. Le verbe iru (いる, écrit aussi 居る）indique l'existence ou la possession d'un nom animé, tandis que le verbe aru (ある, parfois écrit 在る au sens existentiel ou 有る au sens possessif) indique l'existence ou la possession d'un nom inanimé.
Pour indiquer la simple existence et le caractère indéfini, un nom animé — dans l'exemple ci-dessous, « chat » — est marqué comme sujet par la particule ga (が), sans indication de thème : cette construction correspond à « il y a ».
| (1) | Neko                | ga    | iru.            |
|     | 猫                  | が    | いる            |
|     | chat                | SUJET | exister / avoir |
|     | « Il y a un chat. » |       |                 |

Pour indiquer une possession (« avoir »), le possesseur — dans l'exemple ci-dessous, « moi » — est introduit comme thème par la particule wa (は), le possédé, lorsqu'il est animé, reste marqué par la particule de sujet ga (が).
| (2) | Watashi           | wa    | neko | ga    | iru.            |
|     | 私                | は    | 猫   | が    | いる            |
|     | moi               | THÈME | chat | SUJET | exister / avoir |
|     | « J'ai un chat. » |       |      |       |                 |

Pour indiquer la présence en un lieu précis d'un nom animé, celui-ci est introduit comme thème  par la particule wa (は), et le lieu indiqué par la particule locative ni (に). 
| (3) | Neko                           | wa    | isu no ue                           | ni   | iru.            |
|     | 猫                             | は    | 椅子の上                            | に   | いる            |
|     | chat                           | THÈME | chaise + COMPLÉMENT DU NOM + dessus | LIEU | exister / avoir |
|     | « Le chat est sur la chaise. » |       |                                     |      |                 |

Les mêmes constructions se rencontrent avec les noms inanimés — dans les exemples suivants, « pierre » — mais dans ce cas, c'est le verbe aru qui est employé.
| (1) | Ishi                   | ga    | aru.            |
|     | 石                     | が    | ある            |
|     | pierre                 | SUJET | exister / avoir |
|     | « Il y a une pierre. » |       |                 |

| (2) | Watashi              | wa    | ishi   | ga    | aru.            |
|     | 私                   | は    | 石     | が    | ある            |
|     | moi                  | THÈME | pierre | SUJET | exister / avoir |
|     | « J'ai une pierre. » |       |        |       |                 |

| (3) | Ishi                             | wa    | isu no ue                           | ni   | aru.            |
|     | 石                               | は    | 椅子の上                            | に   | ある            |
|     | pierre                           | THÈME | chaise + COMPLÉMENT DU NOM + dessus | LIEU | exister / avoir |
|     | « La pierre est sur la chaise. » |       |                                     |      |                 |

Dans quelques cas où le caractère animé ou non est équivoque (dans le cas d'un robot par exemple), l'emploi du verbe est au choix du locuteur, selon qu'il souhaitera mettre en relief le côté « humain » ou « sensible » par le verbe animé, ou le côté « inerte » par le verbe inanimé.
| (1) | Robotto                                                               | ga    | iru.            |
|     | ロボット                                                              | が    | いる            |
|     | robot                                                                 | SUJET | exister / avoir |
|     | « Il y a un robot. » (mise en relief de la ressemblance avec l'homme) |       |                 |

| (2) | Robotto                                                               | ga    | aru.            |
|     | ロボット                                                              | が    | ある            |
|     | robot                                                                 | SUJET | exister / avoir |
|     | « Il y a un robot. » (mise en relief du caractère inerte, non vivant) |       |                 |

### Animéité et verbe d'existence en cingalais
En cingalais, il existe de même deux types de verbes d'existence et de possession : හිටිනවා hiţinawā / ඉන්නවා innawā s'emploie avec les noms animés (êtres humains et animaux), tandis que තියෙනවා tiyenawā s'emploie avec les noms inanimés (objets inertes, plantes, choses, etc.).
Par exemple :
| (1) | minihā              | innawā         |
|     | මිනිහා                 | ඉන්නවා           |
|     | homme               | il y a (animé) |
|     | « Il y a l'homme. » |                |

| (2) | watura               | tiyenawā         |
|     | වතුර                  | තියෙනවා             |
|     | eau                  | il y a (inanimé) |
|     | « Il y a de l'eau. » |                  |

### Hiérarchie d'animéité dans les langues apaches
Les langues apaches possèdent une hiérarchie d'animéité selon laquelle certains noms s'associant à des formes verbales spécifiques selon leur rang. Par exemple, les noms navajos peuvent se ranger en un continuum allant du plus animé (être humain, éclair) au moins animé (abstraction).
êtres humains / éclair → enfants / gros animaux → animaux de taille moyenne → petits animaux → insectes → forces naturelles → objets inanimés / plantes → abstractions
Généralement, le nom le plus élevé en animéité doit apparaître en premier lieu dans une phrase, le nom immédiatement moins élevé venant en second. Les phrases (1) et (2) données en exemple ci-dessous sont correctes. Le préfixe yi- attaché au verbe indique que le premier nom est le sujet tandis que le préfixe bi- indique que le second nom est le sujet.
| (1) | Ashkii                          | at'ééd | yiníł'į́.   |
|     | garçon                          | fille  | yi-regarde |
|     | « Le garçon regarde la fille. » |        |            |

| (2) | At'ééd                                   | ashkii | biníł'į́.   |
|     | fille                                    | garçon | bi-regarde |
|     | « La fille est regardée par le garçon. » |        |            |

En revanche, l'exemple (3) ci-dessous est ressenti comme incorrect par la plupart des locuteurs du navajo parce que le nom le moins animé vient avant le plus animé.
| (3) | * Tsídii                          | at'ééd | yishtąsh.     |
|     | oiseau                            | fille  | yi-becquetait |
|     | « L'oiseau becquetait la fille. » |        |               |

Pour exprimer cette idée, le nom le plus élevé en animéité doit venir en premier, comme dans la phrase (4).
| (4) | At'ééd                                     | tsídii | bishtąsh.     |
|     | fille                                      | oiseau | bi-becquetait |
|     | « La fille était becquetée par l'oiseau. » |        |               |

## Hiérarchie d'animéité et fracture d'actance
L'animéité peut conditionner le type de morphologie dans les langues à fracture d'actance, qui utilisent une syntaxe ergative dans certaines situations et une syntaxe accusative dans d'autres situations. Dans ce type de langues, les noms les plus fortement animés sont davantage susceptibles de jouer le rôle sémantique d'agent, et d'avoir un marquage de type accusatif : le rôle d'agent est tenu par le sujet, celui de patient est marqué comme accusatif. En revanche, les noms moins animés sont plus susceptibles de jouer le rôle sémantique de patient et d'avoir un marquage de type ergatif : le rôle de patient est tenu par le sujet, celui d'agent est marqué comme ergatif. Un tel système aboutit à ce que le rôle sémantique le plus probablement joué par un nom soit représenté par la fonction syntaxique de sujet. La hiérarchie d'animéité s'ordonne souvent (mais non toujours) ainsi : 
| 1re personne | > | 2e personne | > | 3e personne | > | noms propres | > | humains | > | animés non humains | > | inanimés |

L'endroit de la fracture, qui divise les noms en agents inhérents et patients inhérents, varie d'une langue à l'autre, et il existe souvent un recouvrement entre les deux classes, avec une classe intermédiaire de noms marqués tant comme agents (à l'ergatif) que comme patients (à l'accusatif).